# Rodolfo Nin Novoa

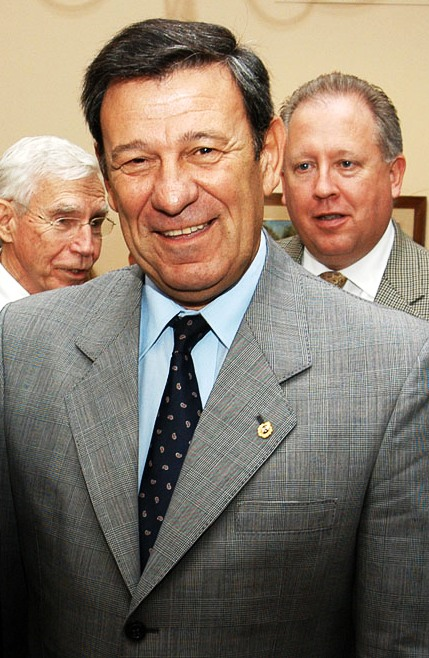
Rodolfo Nin Novoa

Rodolfo Nin Novoa (* 25. Januar 1948) ist ein uruguayischer Politiker.
Novoa ist der älteste von 5 Brüdern, verheiratet und Vater von 4 Kindern. Er gehörte bis 1994 der Partido Nacional an. Vom 5. Mai 1985 bis zum 5. Mai 1994 war er Intendente von Cerro Largo. Danach trat dann aus dieser aus und im selben Jahr der Frente Amplio bei. Novoa war von 2000 bis 2005 Senator und wurde dann mit der Wahl vom Tabaré Vázquez Vizepräsident von Uruguay. Dieses Amt übte er vom 1. März 2005 bis zum 1. März 2010 aus.